# Prima Categoria Umbria 1967-1968
Il campionato di calcio di Prima Categoria 1967-1968 è stato il V livello del campionato italiano. A carattere regionale, fu il nono campionato dilettantistico con questo nome dopo la riforma voluta da Bruno Zauli del 1958.
Questo è il girone organizzato dal Comitato Regionale Umbro per la regione Umbria.

## Comitato Regionale Umbro
Sede:  Via Manfredo Fanti 2-B - Perugia, telefono 30.141.
Organigramma:
- Presidente - Alfio Branda
- Segretario - Marcello Cifarelli
- Componenti- Carlo Alianti, Giuseppe Barlenghini, Galileo Ciarletti, Carlo Luzi e Marino Menculini.
- Giudice Sportivo - Goliardo Canonico (sostituto: Giuseppe Falcioli).
- Commissario Tecnico Regionale - Corrado Bernicchi.

Comitati Provinciali:
- Perugia
- Terni

## Squadre partecipanti
| Squadra         | Città (provincia)                       | Stagione 1966-1967                                     |
| --------------- | --------------------------------------- | ------------------------------------------------------ |
| Angelana        | Santa Maria degli Angeli di Assisi (PG) | 6° in Prima Categoria Umbria                           |
| Assisi          | Assisi (PG)                             | 7° in Prima Categoria Umbria                           |
| Bastia          | Bastia Umbra (PG)                       | 9° in Prima Categoria Umbria                           |
| Deruta          | Deruta (PG)                             | 8° in Prima Categoria Umbria                           |
| Gualdo          | Gualdo Tadino (PG)                      | 14° in Prima Categoria Umbria                          |
| Gubbio          | Gubbio (PG)                             | 2° in Prima Categoria Umbria                           |
| Juventina       | Perugia                                 | 3° in Prima Categoria Umbria                           |
| Nestor          | Marsciano (PG)                          | 12° in Prima Categoria Umbria                          |
| Ponte Felcino   | Ponte Felcino di Perugia                | 10° in Prima Categoria Umbria                          |
| Pontevecchio    | Ponte San Giovanni di Perugia           | 4° in Prima Categoria Umbria                           |
| San Gemini      | San Gemini (TR)                         | 13° in Prima Categoria Umbria                          |
| Spello          | Spello (PG)                             | 1° in Seconda Categoria Umbria/D, promosso dopo finali |
| Spoleto         | Spoleto (PG)                            | 11° in Prima Categoria Umbria                          |
| Tavernelle      | Tavernelle di Panicale (PG)             | 14° in Prima Categoria Umbria                          |
| Todi            | Todi (PG)                               | 5° in Prima Categoria Umbria                           |
| Valigi Torgiano | Torgiano (PG)                           | 1° in Seconda Categoria Umbria/C, promosso dopo finali |

## Classifica finale
|  | Pos. | Squadra         | Pt | G  | V  | N  | P  | GF | GS | DR  |
|  | ---- | --------------- | -- | -- | -- | -- | -- | -- | -- | --- |
|  | 1.   | Angelana        | 47 | 30 | 19 | 9  | 2  | 45 | 14 | +31 |
|  | 2.   | Gubbio          | 46 | 30 | 18 | 10 | 2  | 47 | 10 | +37 |
|  | 3.   | Deruta          | 44 | 30 | 17 | 10 | 3  | 44 | 18 | +26 |
|  | 4.   | Pontevecchio    | 37 | 30 | 12 | 13 | 5  | 35 | 21 | +14 |
|  | 5.   | Nestor          | 33 | 30 | 11 | 11 | 8  | 36 | 24 | +12 |
|  | 6.   | Ponte Felcino   | 31 | 30 | 10 | 11 | 9  | 39 | 32 | +7  |
|  | 7.   | Gualdo          | 29 | 30 | 8  | 13 | 9  | 28 | 28 | 0   |
|  | 7.   | Spoleto         | 29 | 30 | 7  | 15 | 8  | 27 | 27 | 0   |
|  | 7.   | Todi            | 29 | 30 | 9  | 11 | 10 | 40 | 32 | +8  |
|  | 10.  | Valigi Torgiano | 27 | 30 | 6  | 15 | 9  | 22 | 25 | -3  |
|  | 11.  | Assisi          | 26 | 30 | 9  | 8  | 13 | 29 | 35 | -6  |
|  | 12.  | Tavernelle      | 25 | 30 | 5  | 15 | 10 | 19 | 34 | -15 |
|  | 13.  | Juventina       | 23 | 30 | 7  | 9  | 14 | 38 | 53 | -15 |
|  | 14.  | Bastia          | 22 | 30 | 5  | 12 | 13 | 25 | 36 | -11 |
|  | 15.  | Spello          | 20 | 30 | 6  | 8  | 16 | 28 | 58 | -30 |
|  | 16.  | San Gemini      | 12 | 30 | 5  | 2  | 23 | 18 | 73 | -55 |

Legenda:

      Promossa in Serie D 1968-1969.
      Retrocessa in Seconda Categoria Umbria 1968-1969.
Note:

Due punti a vittoria, uno a pareggio, zero a sconfitta.